# Kanton Torigni-sur-Vire
Torigni-sur-Vire is een voormalig kanton van het Franse departement Manche en het arrondissement Saint-Lô. Op 22 maart 2015 werd het kanton samengevoegd met het aangrenzende kanton Tessy-sur-Vire tot het huidige kanton Condé-sur-Vire.

## Gemeenten
Het kanton Torigni-sur-Vire omvatte de volgende gemeenten:
- Biéville
- Brectouville
- Condé-sur-Vire
- Giéville
- Guilberville
- Lamberville
- Montrabot
- Le Perron
- Placy-Montaigu
- Précorbin
- Rouxeville
- Saint-Amand
- Saint-Jean-des-Baisants
- Torigni-sur-Vire (hoofdplaats)
- Vidouville